# 坡渡镇
坡渡镇，是中华人民共和国贵州省遵义市桐梓县下辖的一个乡镇级行政单位。

## 行政区划
坡渡镇下辖以下地区：
田垭村、林紫村、高梁村、酒店村、高台村、坡渡村和木人台村。